# Кабырдакское сельское поселение
Кабырдакское се́льское поселе́ние — муниципальное образование в Тюкалинском районе Омской области Российской Федерации.
Административный центр — село Кабырдак.

## История
Статус и границы сельского поселения установлены Законом Омской области от 30 июля 2004 года № 548-ОЗ «О границах и статусе муниципальных образований Омской области».

## Население
| 2010 | 2011  | 2012 | 2013 | 2014 | 2015 | 2016 |
| ---- | ----- | ---- | ---- | ---- | ---- | ---- |
| 1014 | ↘1011 | ↘991 | ↘985 | ↘983 | ↘948 | ↘928 |
| 2017 | 2018  | 2019 | 2020 | 2021 | 2023 |      |
| ↘891 | ↘879  | ↘862 | ↘845 | ↘711 | ↘673 |      |

## Состав сельского поселения
| № | Населённый пункт  | Тип населённого пункта       | Население |
| - | ----------------- | ---------------------------- | --------- |
| 1 | Городки           | деревня                      | ↘34       |
| 2 | Иваново-Сергиевка | деревня                      | ↘42       |
| 3 | Кабырдак          | село, административный центр | ↘745      |
| 4 | Кумыра            | деревня                      | ↘39       |
| 5 | Оша               | деревня                      | ↘69       |
| 6 | Сарыбалы          | деревня                      | ↗85       |